# 1742 у науці
У 1742 році в науці й техніці відбулися такі важливі події.

## Астрономія
- 2 лютого — Джеймса Бредлі призначено королівським астрономом Великобританії.

## Математика
- Червень — Християн Ґольдбах висуває гіпотезу Ґольдбаха.[1]
- Колін Маклорен публікує свій «Трактат флюксій» у Великій Британії, перший систематичний виклад методів Ньютона.

## Метрологія
- Андерс Цельсій запропонував у працях шведської академії наук температурну шкалу за Цельсієм, яку розробив 1741 року.[2]

## Фізіологія і медицина
- Хірург Джозеф Херлок публікує в Лондоні свій «Практичний трактат про формування зубів, або прорізування зубів у дітей», перший трактат англійською мовою про зуби.

## Технології
- Бенджамін Робінс публікує свої «Нові принципи стрільби», що містять визначення сили пороху та дослідження різниці в силі опору повітря швидким і повільним рухам у Лондоні. В роботі міститься опис балістичного маятника та результати його наукових експериментів щодо вдосконалення балістики.[3][4][5]
- Перший великий телескоп (фокусна відстань 12 футів) у григоріанській формі у Лондоні створив Джеймс Шорт для використання Чарльзом Спенсером, 3-м герцогом Мальборо.[6]

## Нагороди
- Медаль Коплі: Крістофер Міддлтон.[7]

## Народились
- 5 січня — Антуан Порталь (помер 1832), французький лікар, анатом, біолог та історик медицини.
- 12 березня — Арнуль Каранжо (помер 1806), французький натураліст і мінералог.[8].
- 15 березня — Джон Стекхаус (помер 1819), англійський ботанік.
- 3 квітня — Ежен Луї Мельхіор Патрен (помер 1815), французький натураліст і мінералог.
- 12 квітня — Жан-Жак де Маргері (помер 1779), французький математик.
- 18 травня — Лайонел Лукін (помер 1834), англійський винахідник.
- 1 липня — Георг Крістоф Ліхтенберг (помер 1799), німецький філософ, письменник і фізик.
- 6 серпня — Георг Джонатан фон Голланд (помер 1784), німецький математик і філософ .
- 14 серпня — Антуан-Луї Броньяр (помер 1804), французький хімік.
- 15 серпня — Жермен Ленорман (помер 1806), французький математик і педагог.
- 26 жовтня — Шарль-Франсуа Дюпюї (помер 1809), французький вчений і політичний діяч.
- 3 грудня — Джеймс Реннелл (помер 1830), англійський географ, історик і океанограф.
- 6 грудня — Ніколя Леблан (помер 1806), французький лікар і хімік.
- 9 грудня — Карл Вільгельм Шеєле (помер 1786), шведський хімік.
- 26 грудня — Ігнац фон Борн (помер 1791), угорський металург.

## Померли
- 14 січня — Едмонд Галлей (нар. 1656), британський астроном та інженер.
- 17 лютого — Кіліан Стобеус (нар. 1690), шведський лікар і натураліст.
- 28 лютого — Гравсанде Віллема Джейкоба (народився 1688), юрист і дипломат з Об'єднаних провінцій Нідерландів, захоплений наукою та експериментами.
- 2 квітня — Джеймс Дуглас (нар. 1675), британський лікар і анатом.
- 26 квітня — Жером Жан Песталоцці (нар. 1674), французький лікар.
- 12 травня — Жозеф Приват де Мольєр (нар. 1677), французький фізик і математик.
- 21 травня — Ларс Роберг (нар. 1664), шведський лікар і анатом.
- 4 липня — Гвідо Гранді (нар. 1671), італійський священик, філософ, математик та інженер.
- 22 вересня — Фредерік Луїс Норден (нар. 1708), данський дослідник.
- 12 листопада — Фрідріх Гофман (нар. 1660), німецький лікар і хімік.
- 31 грудня — Луї Бурге (нар. 1678), французький геолог, натураліст, математик, філософ і археолог.